# Lasse Holm
Lars-Eric Gustav "Lasse" Holm (Stockholm, 1943. december 9. –) svéd zeneszerző, dalszövegíró és énekes. 1986-ban Monica Törnellel együtt szerepelt Svédország színeiben az Eurovíziós Dalfesztiválon.
Öt dalt is írt, melyek a svéd Melodifestivalen első helyezését elnyerve kijutottak az Eurovíziós Dalfesztiválra és ott sikeresen szerepeltek: "Dag efter dag" (Chips, 1982, 8. hely), "Främling" (Carola Häggkvist, 1983, 3. hely), "Bra vibrationer" (Kikki Danielsson, 1985, 3. hely), "E' de' det här du kallar kärlek" (Lasse Holm és Monica Törnell, 1986, 5. hely) és "Eloise" (Arvingarna, 1993, 7. hely).
További dalai: "Canneloni Macaroni" (saját felvétele), "Växeln hallå" (Janne Lucas Persson), "Högt över havet", (Arja Saijonmaa), "Då lyser en sol" (Elisabeth Andreassen), és "Papaya Coconut" (Kikki Danielsson).
A Sikta mot stjärnorna, Pictionary és Diggiloo című tévéműsorok műsorvezetője is volt.

## Fordítás
- Ez a szócikk részben vagy egészben  a   Lasse Holm című angol Wikipédia-szócikk fordításán alapul.  Az eredeti cikk szerkesztőit annak laptörténete sorolja fel. Ez a jelzés csupán a megfogalmazás eredetét és a szerzői jogokat jelzi, nem szolgál a cikkben szereplő információk forrásmegjelöléseként.

1. 1 2  Sveriges befolkning 2000, 2022. december 27., Holm, Lars-Eric Gustav